# Fibló
El fibló és l'òrgan biològic, o part del cos, esmolat que és present en diversos animals i plantes (en aquest cas s'anomena aculi). Normalment el fibló dels animals expulsa algun tipus de verí, normalment en ser clavat en la pell d'un altre animal o dona una descàrrega elèctrica.
Un fibló verinós difereix d'altres òrgans punxants en què es clava per si mateix a diferència de les dents que es claven gràcies a la força de les mandíbules o de les espines que es claven per acció de la víctima.

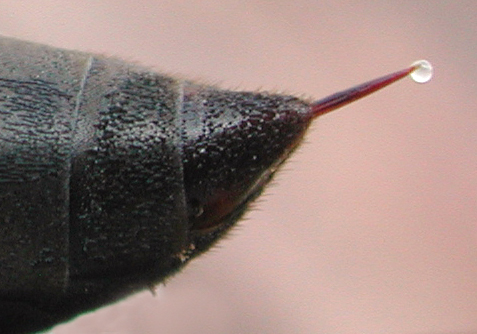
Fibló d'una vespa, amb una gota de verí

El principal tipus de fibló és un òrgan esmolat d'atac o defensa, especialment quan està connectat amb una glàndula de verí i adaptat per infligir ferides punxant, com per exemple el fibló caudal d'un escorpí. Entre els mamífers només l'ornitorrinc mascle en té. Entre les abelles mel·líferes (i només entre elles) el fibló, un ovipositor modificat como en altres himenòpters picadors, té forma d'ham, ubicant-se en la carn de la víctima després de desprendre's del cos de l'abella (en picar a animals de pell resistent) cosa que provoca la mort de l'abella per esquinçament. El fibló té el seu propi gangli nerviós (essencialment un cervell en miniatura) que li permet enfonsar-se en la carn de la víctima i alliberar el verí durant diversos minuts. El fibló de les altres abelles i vespes són de configuració diferent i permeten picar diverses vegades.